# Cardiocephalus medioconiger
Cardiocephalus medioconiger är en plattmaskart. Cardiocephalus medioconiger ingår i släktet Cardiocephalus och familjen Strigeidae. Inga underarter finns listade i Catalogue of Life.